# جو جونز (ملاكم)
جو جونز (بالإنجليزية: Joe Johns)‏ (18 سبتمبر 1892 في المملكة المتحدة - 18 سبتمبر 1927 في المملكة المتحدة) هو ملاكم بريطاني، صنّف ضمن فئة وزن الخفيف.

## إحصائيات
خاض خلال مسيرته 32 نزالا، فاز في 23 وتعادل في 1 وخسر في 7. فاز بالضربة القاضية في 3 نزالات.

## روابط خارجية
- جو جونز على موقع بوكس ريك (الإنجليزية) (registration required)